# Nati nel 1912/Luglio
| Questa pagina contiene informazioni ricavate automaticamente dalle voci biografiche con l'ausilio del template Bio e di un bot. L'aggiornamento è periodico e automatico e ricostruisce completamente la pagina. Se manca una persona in questa lista, sei pregato di non aggiungerla, ma accertati piuttosto che la sua voce biografica contenga il template Bio e che i dati anagrafici siano correttamente compilati. Se il template Bio manca, inseriscilo tu stesso o, in alternativa, metti l'avviso {{tmp\|Bio}} che ne segnala la mancanza. Se i dati riportati sono sbagliati, correggi direttamente la voce biografica; le modifiche saranno visibili in questa lista entro pochi giorni. Per chiarimenti vedi il progetto biografie. La lista contiene solo le 141 persone che sono citate nell'enciclopedia e per le quali è stato implementato correttamente il template Bio. Pagina aggiornata al 2 ago 2025. |

- 1º luglio - Ulla Barding, schermitrice danese († 2000)
- 1º luglio - Giuseppe Bartolo, storico e politico italiano († 1977)
- 1º luglio - Federico Fatecchi, calciatore argentino
- 1º luglio - Gino Giuberti, calciatore italiano
- 1º luglio - Sally Kirkland, giornalista statunitense († 1972)
- 1º luglio - Guglielmo Piantoni, calciatore italiano († 1965)
- 1º luglio - Abd al-Rahman al-Shaghouri, poeta, sindacalista e mistico siriano († 2004)
- 2 luglio - Hércules de Miranda, calciatore brasiliano († 1982)
- 2 luglio - Amilcare Lunardelli, politico italiano († 2004)
- 2 luglio - Giacomo Metellini, generale e aviatore italiano († 2012)
- 2 luglio - Bill Mitchell, designer statunitense († 1988)
- 2 luglio - Umberto Peschi, artista e scultore italiano († 1992)
- 2 luglio - Sebastián Sirni, calciatore argentino
- 2 luglio - Andrea Spadini, scultore italiano († 1983)
- 2 luglio - Emilio Zamperini, calciatore italiano
- 3 luglio - Remo Galli, allenatore di calcio e calciatore italiano († 1993)
- 3 luglio - Xavier Léon-Dufour, gesuita e teologo francese († 2007)
- 3 luglio - Folco Lulli, attore, regista e partigiano italiano († 1970)
- 3 luglio - Elizabeth Taylor, scrittrice britannica († 1975)
- 3 luglio - Giovanni Villotti, calciatore italiano
- 3 luglio - Kåre Walberg, saltatore con gli sci norvegese († 1988)
- 4 luglio - Gillis Andersson, calciatore svedese († 1988)
- 4 luglio - Arad McCutchan, allenatore di pallacanestro statunitense († 1993)
- 4 luglio - Viviane Romance, attrice e danzatrice francese († 1991)
- 4 luglio - John Terpak, sollevatore statunitense († 1993)
- 4 luglio - Edward Vissers, ciclista su strada belga († 1994)
- 5 luglio - Aldo Arzilli, politico italiano († 1973)
- 5 luglio - Teodoro Bigi, politico, partigiano e sindacalista italiano († 2012)
- 5 luglio - Anton Giulio Majano, regista e sceneggiatore italiano († 1994)
- 5 luglio - Giulio Viozzi, compositore, pianista e direttore d'orchestra italiano († 1984)
- 6 luglio - Zachar Markovič Agranenko, regista cinematografico sovietico († 1960)
- 6 luglio - Gerhard Ebeling, teologo tedesco († 2001)
- 6 luglio - Heinrich Harrer, alpinista, esploratore e sciatore austriaco († 2006)
- 6 luglio - Joseph J. Hunaerts, astronomo belga († 1979)
- 6 luglio - Miguel Pedro Martínez Lopes, cestista brasiliano († 2008)
- 6 luglio - Giovanni Roccardi, regista italiano
- 7 luglio - Mario Bergonzini, calciatore italiano († 1988)
- 7 luglio - Enrico Cagna Cabiati, compositore, arrangiatore e pianista italiano († 1972)
- 7 luglio - Robert Cornog, fisico e ingegnere statunitense († 1998)
- 7 luglio - Gleb Zachodjakin, compositore di scacchi russo († 1982)
- 8 luglio - Ed Czerkiewicz, calciatore statunitense († 1990)
- 8 luglio - Runqi, principe cinese († 2007)
- 8 luglio - Christel Goltz, soprano tedesco († 2008)
- 8 luglio - Giuseppe Lanave, vescovo cattolico italiano († 1996)
- 8 luglio - Antonio Maglio, medico italiano († 1988)
- 8 luglio - Mary Morley Crapo, scrittrice statunitense († 2003)
- 8 luglio - Aimé Nuic, calciatore francese († 1995)
- 9 luglio - Maro Ajemian, pianista statunitense († 1978)
- 9 luglio - Luigi Masferrer Vila, religioso spagnolo († 1936)
- 9 luglio - Wilhelm Stadel, ginnasta tedesco († 1999)
- 10 luglio - Chuck Chuckovits, cestista statunitense († 1991)
- 10 luglio - Dušan Popov, agente segreto serbo († 1981)
- 11 luglio - Ermelindo Bonilauri, calciatore e allenatore di calcio italiano († 1971)
- 11 luglio - Massimo Della Pergola, giornalista italiano († 2006)
- 11 luglio - Ludwig Männer, calciatore tedesco († 2003)
- 11 luglio - Aino Taube, attrice svedese († 1990)
- 12 luglio - Khamphoui, regina laotiana († 1982)
- 12 luglio - Aoua Kéita, politica e scrittrice maliana († 1980)
- 12 luglio - Laurean Rugambwa, cardinale e arcivescovo cattolico tanzaniano († 1997)
- 12 luglio - Petar Stambolić, politico jugoslavo († 2007)
- 12 luglio - Felix Zwolanowski, calciatore tedesco († 1998)
- 12 luglio - Šalva Čichladze, lottatore sovietico († 1997)
- 13 luglio - Sirio Giametta, architetto italiano († 2005)
- 13 luglio - Carmelo Robledo, pugile argentino († 1981)
- 14 luglio - Miriam Battista, attrice statunitense († 1980)
- 14 luglio - Northrop Frye, critico letterario canadese († 1991)
- 14 luglio - Woody Guthrie, musicista, cantautore e scrittore statunitense († 1967)
- 14 luglio - Maurice Piot, schermidore francese († 1996)
- 14 luglio - Juan Vázquez Tenreiro, calciatore e allenatore di calcio spagnolo († 1957)
- 14 luglio - Henry Wellesley, VI duca di Wellington, nobile e militare inglese († 1943)
- 15 luglio - Mary Carmel Charles, scrittrice australiana († 1999)
- 15 luglio - Tibor Gallai, matematico ungherese († 1992)
- 15 luglio - Arthur Krams, scenografo statunitense († 1985)
- 16 luglio - Maurizio D'Ancora, attore e imprenditore italiano († 1983)
- 16 luglio - Arnoldo Onisto, vescovo cattolico italiano († 1992)
- 17 luglio - Michael Gilbert, scrittore britannico († 2006)
- 17 luglio - Pál Kovács, schermidore ungherese († 1995)
- 17 luglio - Luigi Maini, pittore italiano († 1995)
- 17 luglio - Irene Manning, attrice e cantante statunitense († 2004)
- 17 luglio - Mario Nudi, militare e poliziotto italiano († 1945)
- 17 luglio - Aligi Sassu, pittore e scultore italiano († 2000)
- 17 luglio - Folco Tempesti, poeta, scrittore e docente italiano († 1992)
- 18 luglio - Víctor Borja, cestista messicano († 1954)
- 18 luglio - Giacomo Chilesotti, partigiano e antifascista italiano († 1945)
- 18 luglio - John Pollet, cestista svizzero († 1982)
- 18 luglio - Mack Robinson, velocista statunitense († 2000)
- 19 luglio - Manfredi Azzarita, militare e partigiano italiano († 1944)
- 19 luglio - Vittore Colorni, storico italiano († 2005)
- 19 luglio - Peter Leo Gerety, arcivescovo cattolico statunitense († 2016)
- 19 luglio - Wilmer Hines, tennista statunitense († 1960)
- 19 luglio - Hermann-Friedrich Joppien, aviatore tedesco († 1941)
- 19 luglio - Frank Kane, scrittore e sceneggiatore statunitense († 1968)
- 19 luglio - Horst Tietzen, aviatore tedesco († 1940)
- 19 luglio - Egidio Umer, calciatore italiano († 1992)
- 20 luglio - Lucette Destouches, danzatrice francese († 2019)
- 20 luglio - Umberto Lenzini, imprenditore, dirigente sportivo e calciatore statunitense († 1987)
- 20 luglio - Leonildo Marcheselli, musicista italiano († 2005)
- 20 luglio - Jo van Dijk, attivista olandese († 1988)
- 21 luglio - Flavio Dalle Mule, avvocato e politico italiano († 2000)
- 21 luglio - Francesco Frione, calciatore uruguaiano († 1935)
- 21 luglio - Heinz Meier, pallanuotista svizzero
- 21 luglio - Guido Zamperoni, fumettista italiano († 2003)
- 22 luglio - Paola Barbara, attrice italiana († 1989)
- 22 luglio - Clyde Coombs, psicologo statunitense († 1988)
- 22 luglio - Stephen Gilbert, scrittore irlandese († 2010)
- 22 luglio - Dino Olivetti, ingegnere e imprenditore italiano († 1976)
- 22 luglio - Luana Walters, attrice statunitense († 1963)
- 23 luglio - M.H. Abrams, critico letterario statunitense († 2015)
- 23 luglio - Aníbal Ciocca, calciatore uruguaiano († 1981)
- 23 luglio - Michael Wilding, attore britannico († 1979)
- 24 luglio - Giuseppe Fiammenghi, calciatore italiano
- 24 luglio - Kurt Hager, politico e giornalista tedesco († 1998)
- 26 luglio - Cesare Cattaneo, architetto italiano († 1943)
- 26 luglio - 'Elisiva Fusipala Tauki'onetuku, principessa tongana († 1933)
- 26 luglio - Ken Farmer, hockeista su ghiaccio canadese († 2005)
- 26 luglio - Giovanni Garbo, calciatore e allenatore di calcio italiano
- 26 luglio - Philippe Hersent, attore francese († 1982)
- 26 luglio - George Kubler, storico dell'arte statunitense († 1996)
- 27 luglio - Ruggiero Lattanzio, chirurgo italiano († 1987)
- 27 luglio - Igor Markevitch, compositore e direttore d'orchestra ucraino († 1983)
- 27 luglio - Anthony Pelissier, regista e sceneggiatore inglese († 1988)
- 28 luglio - Willy Bandholz, pallamanista tedesco († 1999)
- 28 luglio - Carlo Augusto di Sassonia-Weimar-Eisenach, principe tedesco († 1988)
- 28 luglio - Ugo Fano, fisico italiano († 2001)
- 28 luglio - Suzanne Jannin, medico e aviatrice francese († 1982)
- 28 luglio - Franca Mazzoni, attrice italiana († 1991)
- 28 luglio - Bonnie Mealing, nuotatrice australiana († 2002)
- 28 luglio - Angelo Prini, pittore e incisore italiano († 1999)
- 28 luglio - Gavriil Nikolaevič Veresov, scacchista sovietico († 1979)
- 28 luglio - Susanne Wantoch, scrittrice, giornalista e traduttrice austriaca († 1959)
- 29 luglio - Enrico Bucci, militare e marinaio italiano
- 29 luglio - Gabriele Criscuoli, politico e medico italiano († 1972)
- 29 luglio - Teresa Giovannucci, italiana († 1997)
- 29 luglio - Davide Lajolo, scrittore, politico e giornalista italiano († 1984)
- 29 luglio - Vito Latis, architetto italiano († 1996)
- 29 luglio - Pietro Salemi, militare italiano († 1970)
- 30 luglio - Hillery Brown, cestista statunitense († 1991)
- 30 luglio - Eolo Fabretti, politico e sindacalista italiano († 1998)
- 30 luglio - Anne Ridler, poetessa britannica († 2011)
- 31 luglio - Milton Friedman, economista statunitense († 2006)
- 31 luglio - Gustaf von Numers, artista finlandese († 1978)